# 8 i pół kobiety
8 i pół kobiety (ang. 8½ Women) – brytyjska komedia obyczajowa z 1999 roku w reżyserii Petera Greenawaya. Zdjęcia kręcono w Luksemburgu i w Tokio.

## Opis fabuły
Bogaty biznesmen Philip Emmenthal kupuje sieć lokali z japońskimi grami hazardowymi w Tokio. Zarządzanie 8 i ½ lokalu pozostawia w rękach swojego syna Storeya. Wkrótce potem nagle ginie żona Emmenthala. Ojciec pogrąża się w żałobie, a syn wraca do Szwajcarii by go pocieszyć. Po obejrzeniu filmu Federico Felliniego "8½" i po tym gdy Storey „otrzymuje” kobietę, Simato, (w ramach spłaty jej długów hazardowych) mężczyźni postanawiają stworzyć prywatny harem w swoim domu w Genewie. Podpisują roczny kontrakt z ośmioma (i pół) kobietami. Każda z nich jest w jakiś sposób charakterystyczna (m.in. zakonnica, aktorka kabuki, ciężarna, służąca, kaleka). Jako ostatnia do domu przybywa Palmira, która szybko zdobywa władzę w domu i staje się ulubienicą obu mężczyzn, odsuwając pozostałe kobiety na bok. Philip umiera, kontrakt z kobietami wygasa, a Storey pozostaje sam z jedną z kobiet – Giuliettą. Oboje giną pod gruzami domu w czasie trzęsienia ziemi.

## Obsada
- John Standing(inne języki) – Philip Emmenthal
- Matthew Delamere(inne języki) – Storey Emmenthal
- Vivian Wu(inne języki) – Kito
- Annie Shizuka Inoh(inne języki) – Simato
- Barbara Sarafian(inne języki) – Clothilde
- Kirina Mano(inne języki) – Mio
- Toni Collette – Griselda
- Amanda Plummer – Beryl
- Natacha Amal(inne języki) – Giaconda